# Military Sealift Command
Le Military Sealift Command (MSC) est le commandement du transport maritime militaire de l'United States Navy.

## Organisation

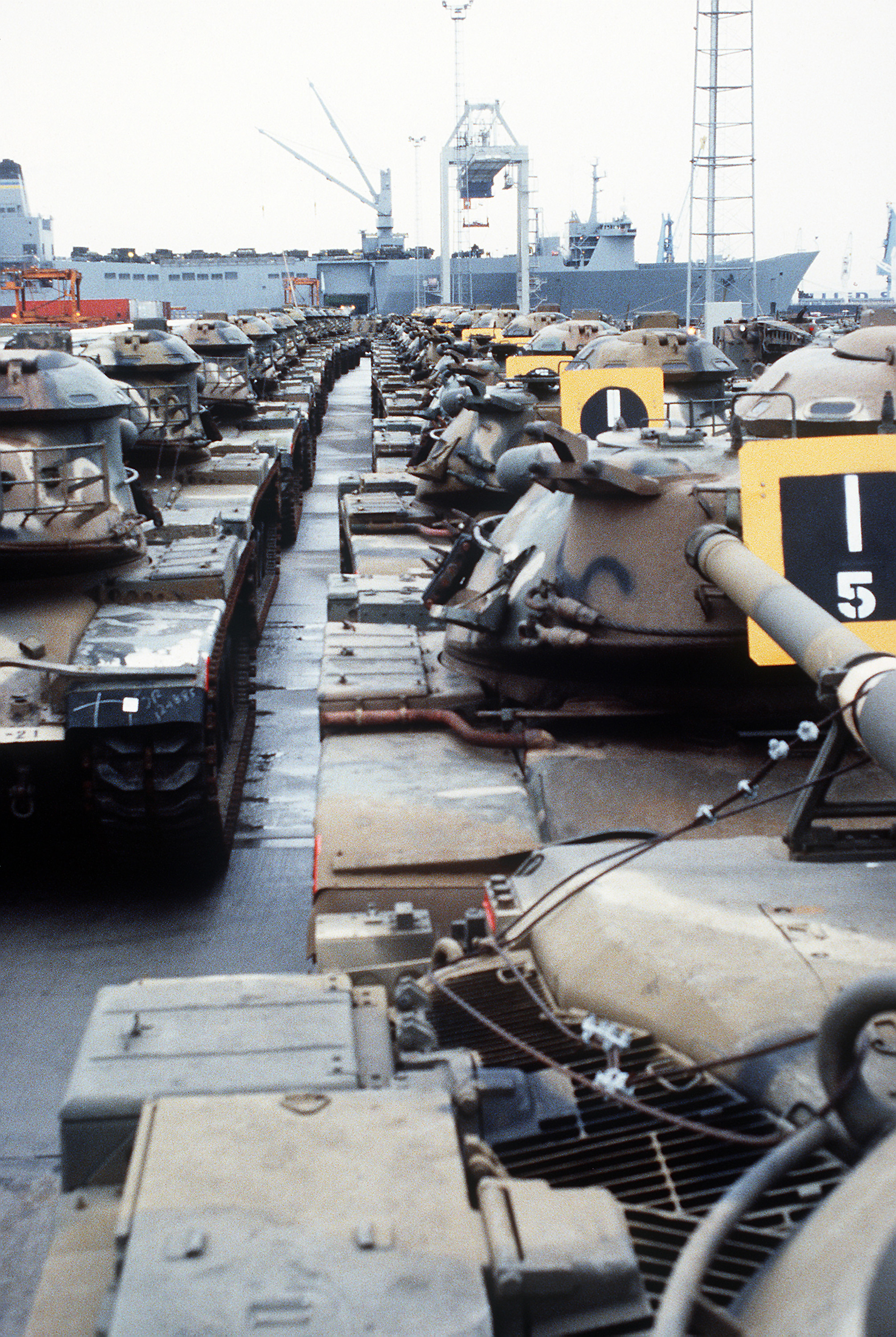
Le rôle principal du MSC est le transport des forces armées américaines et alliées à travers les mers comme le montre cette photographie représentant des chars M60 de la garde nationale des États-Unis en cours d'embarquement sur le Fast Sealift Ship USNS Antares (T-AKR-294) en 1986.

Créé sous le nom de Military Sea Transportation Service (MSTS) en 1949, il fut renommé en 1970 sous son nom actuel.
Composant maritime de l’United States Transportation Command (USTRANSCOM), il doit fournir un transport efficace partout dans le monde pour le département de la Défense des États-Unis (DoD) en temps de paix ou de guerre.
Basé à Washington, D.C., il s'agit d'une combinaison de structures étatiques et commerciales pour ses trois fonctions de base :
- pont maritime d'urgence : acheminer des équipements des États-Unis vers le théâtre des opérations n'importe où dans le monde ;
- pont maritime prépositionné, est sous l'autorité de l'USTRANSCOM dès que les bâtiments ont été remis à la flotte d'usage courant ;
- pont maritime de soutien : le soutien logistique des forces déployées doit être continuellement alimenté. Le MSC a pour ce rôle inclut des Fast Sealift Ships et un Ready Reserve Force ships. Le MSC peut aussi louer des navires civils.

Les navires mis en œuvre par le MSC appartiennent à 2 catégories bien distinctes :
- celle des navires qui sont la propriété du gouvernement fédéral des États-Unis ou affrétés « coque nue » ;
- celle des navires de commerce affrétés au voyage ou à temps par le MSC.

Les premiers ont leur nom précédé du sigle USNS (United States Naval Ship) et leur symbole de coque est précédé de la lettre T. Ils sont répertoriés sur la liste navale américaine. Ces navires ne sont pas des navires de guerre au sens de l’article 8.2 de la Convention de Genève sur la haute mer de 1958. Ils sont commandés et armés, soit par du personnel de la marine marchande américaine employé par des contractants privés qui les gèrent pour le compte de la MSC, soit par des employés civils du gouvernement fédéral. Ils n’ont pas d’armement en principe — mais depuis le 11 septembre 2001, les navires naviguant en zone sensible peuvent être équipés de mitrailleuses pour éventuellement résister à une attaque suicide ou un acte de piraterie. Quelques-uns de ces navires USNS, en particulier les pétroliers-ravitailleurs, les transports de munitions et les ravitailleurs de combat, qui opèrent régulièrement avec des bâtiments de guerre de l’US Navy et OTAN, ont à leur bord des petits détachements militaires pour l’exploitation des transmissions. Tous les USNS sont employés au service de l’État à des activités non commerciales. Ils entrent en conséquence dans le cadre de l’article 9 de la Convention sur la haute mer.
Les seconds sont également employés exclusivement à des activités gouvernementales non commerciales, pour la durée de leur affrètement et entrent donc le cadre du même article 9. Ils conservent cependant l’apparence et sont armés par du personnel de la marine marchande engagé par le propriétaire du navire.
Le MSC arme également les bâtiments scientifiques tels que des navires hydrographiques et océanographiques mais tous ne lui appartiennent pas. Certains peuvent relever directement de la Navy qui peut les louer à des organismes privés. Comme tous sont armés par du personnel civil, ils ont été, pour plus de commodité, intégrés au sein de la MSC.
Les bâtiments sont peints en gris. Sur la cheminée, sont peintes une bande bleue et une bande jaune. Les numéros de coque n’apparaissent pas, sauf sur les T-AE, T-AFS, T-AGOS, T-AKE, T-AO et T-ATF. Les navires hydrographiques, océanographiques scientifiques et hôpitaux sont peints en blanc.

### Commandements
Le MSC est subdivisé en trois sections :
- la NFASF ou Naval Fleet Auxiliary Support Force qui arme les T-AE, T-AFS, T-AKE, T-AO ;
- la SSF ou Strategic Sealift Force qui arme les T-AKR ;
- la SMSF ou Special Mission Support Force qui arme les bâtiments scientifiques (T-AG, T-AGM, T-AGOS, T-AGS) et navires divers (T-AH, T-ARC, T-ATF).

Les cinq zones de commandement du MSC sont supervisées par le Military Sealift Fleet Support Command dont le siège depuis 2008 est dans la base navale de Norfolk et sont dirigées par un captain de l’US Navy ; elles subissent des changements administratifs et de noms entre 2005 et 2006. Ces commandements ont le contrôle opérationnel des bateaux de MSC qui leur sont assignés, ou qui passent dans leur secteur de responsabilité. Leurs postes de commandement sont actuellement, sauf un, sur les bases navales qui servent de quartier-général aux cinq flottes de la marine des États-Unis :
- Sealift Logistics Command Atlantic (SEALOGLANT) - Base navale de Norfolk depuis 1997, à l'origine à New York à partir de 1949 puis Bayonne dans le New Jersey[5] ;
- Sealift Logistics Command Pacific (SEALOGPAC) - San Diego, Californie depuis 1997, à l'origine Oakland à partir de 1949[6] ;
- Sealift Logistics Command Europe (SEALOGEUR) - MSC Europe - Naples, Italie depuis 1997, à l'origine Bremerhaven (Allemagne de l'Ouest) à partir de 1951 puis Londres à partir de 1985[7] ;
- Sealift Logistics Command Far East (SEALOGFE) -Singapour depuis 2006, à l'origine à Yokohama, Japon à partir de 1950[8] ;
- Sealift Logistics Command Central (SEALOGCENT) - Manama, Bahreïn depuis 1999, à l'origine Bahreïn à partir de 1991[9].

## Moyens et effectifs

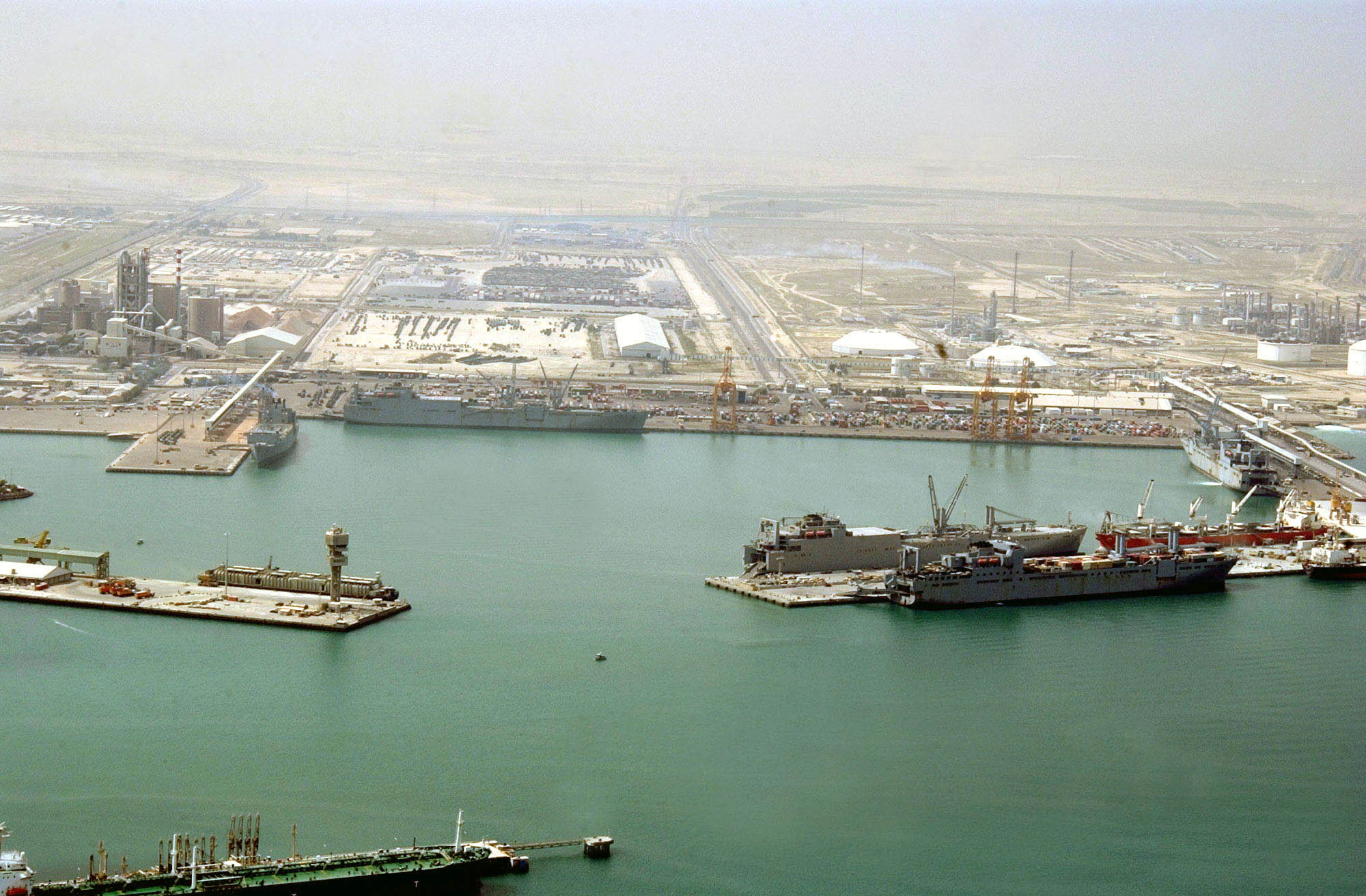
Navires de transport rapide du MSC en 2004 au Koweït pendant la guerre d'Irak.

Les moyens maritimes se sont agrandis depuis les années 1980 : en 1985, il disposait d'une centaine de navires, en août 2001, les effectifs comprenaient 124 navires et 8 000 personnes affectés à ce commandement.
En 2006, il dispose de 123 grands navires auxiliaires ou civils (porte-conteneurs, transports de matériel, navires ravitailleurs, navires-hôpitaux, etc.) dont plusieurs sont de nationalité étrangère (français et russes entre autres) ; de plus le commandement a accès à 49 autres navires qui sont maintenus en statut opérationnel réduit, prêts à être activés si nécessaire.
En février 2010, il opère 110 navires et il a accès à 51 autres bâtiments, plusieurs classes de navires ayant été transférées à la United States Maritime Administration.
Ce commandement emploie, en 2006, 10 800 personnes dont 80 % à la mer dont 660 militaires, 5 100 de la fonction publique aux États-Unis et 4 600 contractuels, ce qui en fait le 1er employeur du secteur maritime civil des États-Unis. En 2010, son personnel est de 8 000 personnes dont 4 000 fonctionnaires. En juin 2013, l'effectif est de 9 800 personnes dont 88 % de civils pour 110 navires.
Son budget annuel est d’environ 3 milliards de dollars américains.
Il peut compter sur la flotte de transport de réserve qui, lors du déploiement massif des troupes comme pour l’opération liberté irakienne, a vu plus de 160 navires transporter près de 200 000 hommes et des millions de tonnes de matériel sur le théâtre des opérations.
Dans les années 2010, son rôle est encore accru avec l'arrivée entre 2006 et 2012 de 14 grands transports polyvalents de la classe Lewis and Clark équipés d’une plate-forme et d’un grand hangar pouvant recevoir plusieurs hélicoptères, cela devrait permettre de libérer les LHD de l’United States Navy de leurs taches de porte-hélicoptères pour les utiliser comme porte-aéronefs.
Elle se dote, à partir de 2015, de cinq plates-formes mobiles Expeditionary Transfer Dock (nommées auparavant Mobile Landing Platform), qui serviront de base de transit en mer, il s'agit des seuls survivants du concept Seabasing (en).
En 2024, Le MSC est composé de 5 500 civils employés par la marine, dont, en temps normal, 4 500 marins à bord des navires, elle manque de marins pour armer l'ensemble de sa flotte et envisage une réduction de celle-ci.

## Commandants
|    | Nom                               | Photo | Début           | Fin             |
| -- | --------------------------------- | ----- | --------------- | --------------- |
| 22 | Vice-amiral Gordon S. Holder      |       | février 1999    | août 2001       |
| 23 | Vice-amiral David L. Brewer III   |       | août 2001       | mars 2006       |
| 24 | Contre-amiral Robert D. Reilly Jr |       | mars 2006       | 16 octobre 2009 |
| 25 | Vice-amiral Mark H. Buzby         |       | 16 octobre 2009 | en cours        |

## Galerie photographique

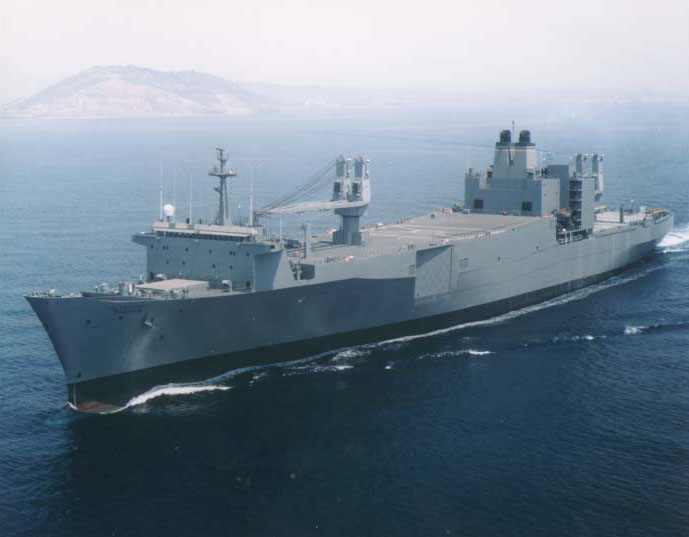
Le USNS Regulus, l'un des huit Fast Sealift Ships. Construit en Allemagne de l'Ouest et aux Pays-Bas au début des années 1970, ils ont une vitesse de pointe de 33 nœuds ce qui les classe parmi les plus rapides navires de leur catégorie[18], .
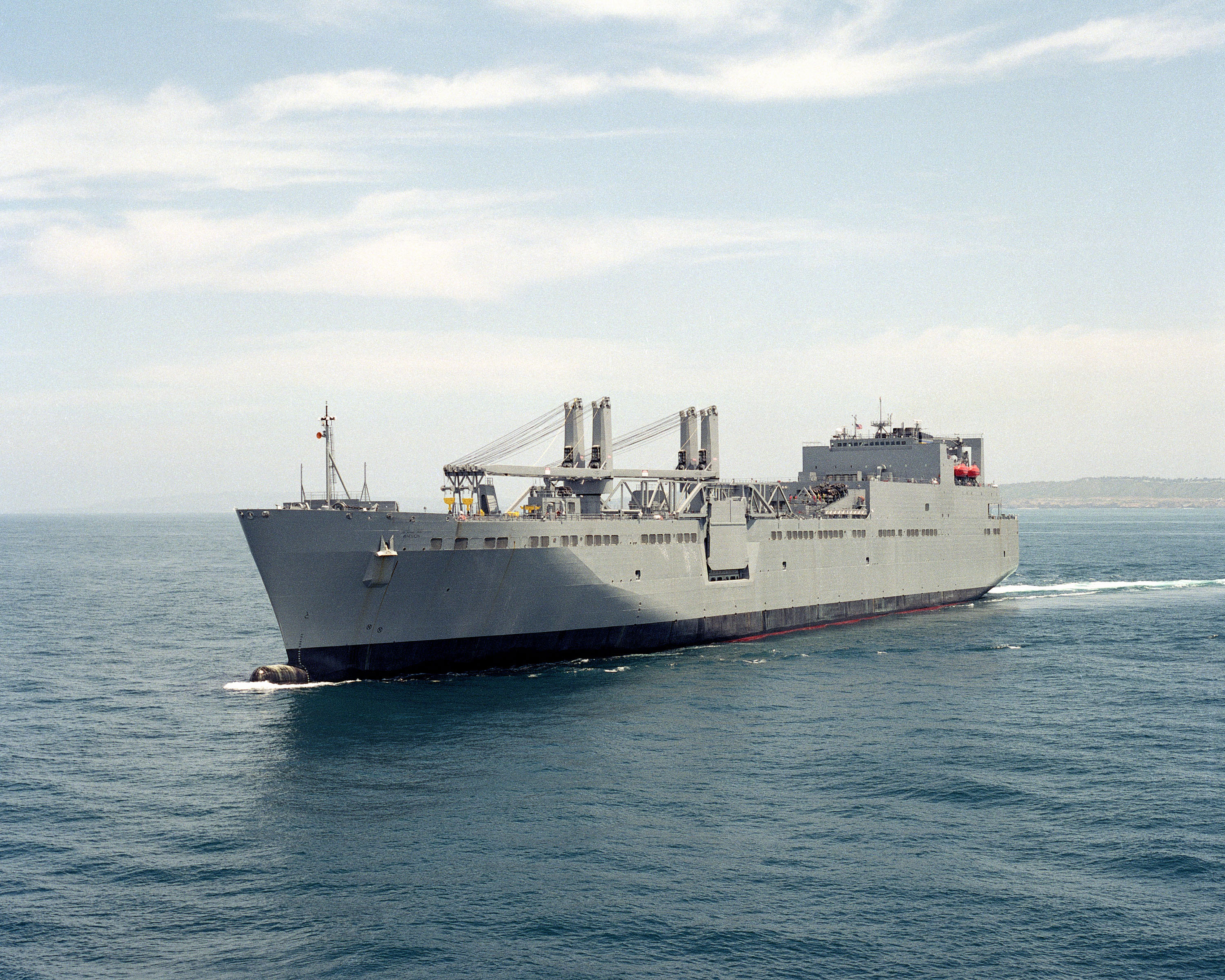
USNS Watson (T-AKR 310); Entrée en service en 1998.
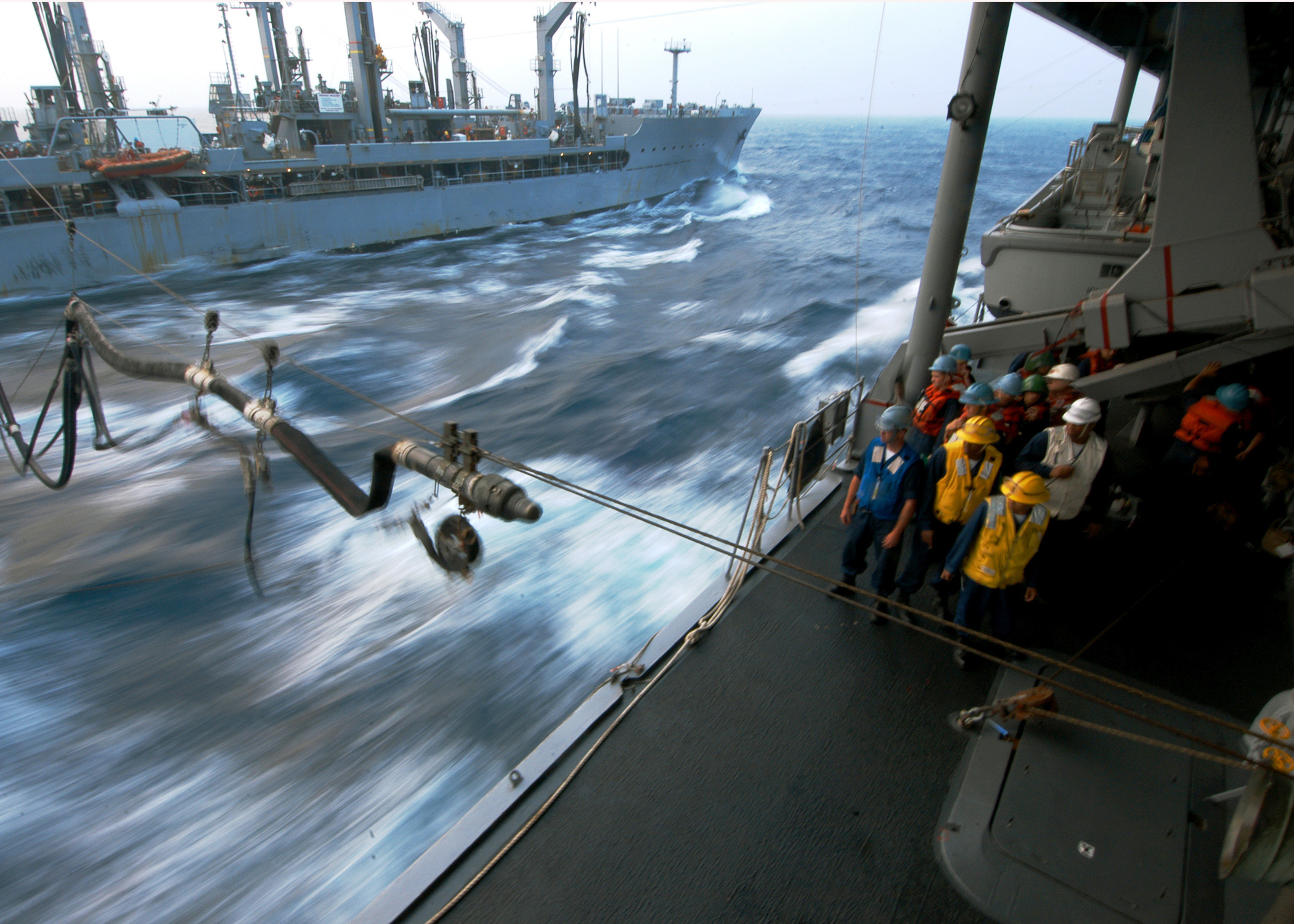
Ravitaillement en carburant par le USNS Walter S. Diehl (T-AO 193) du USS Blue Ridge (LCC-19), le navire amiral de la Septième flotte américaine.
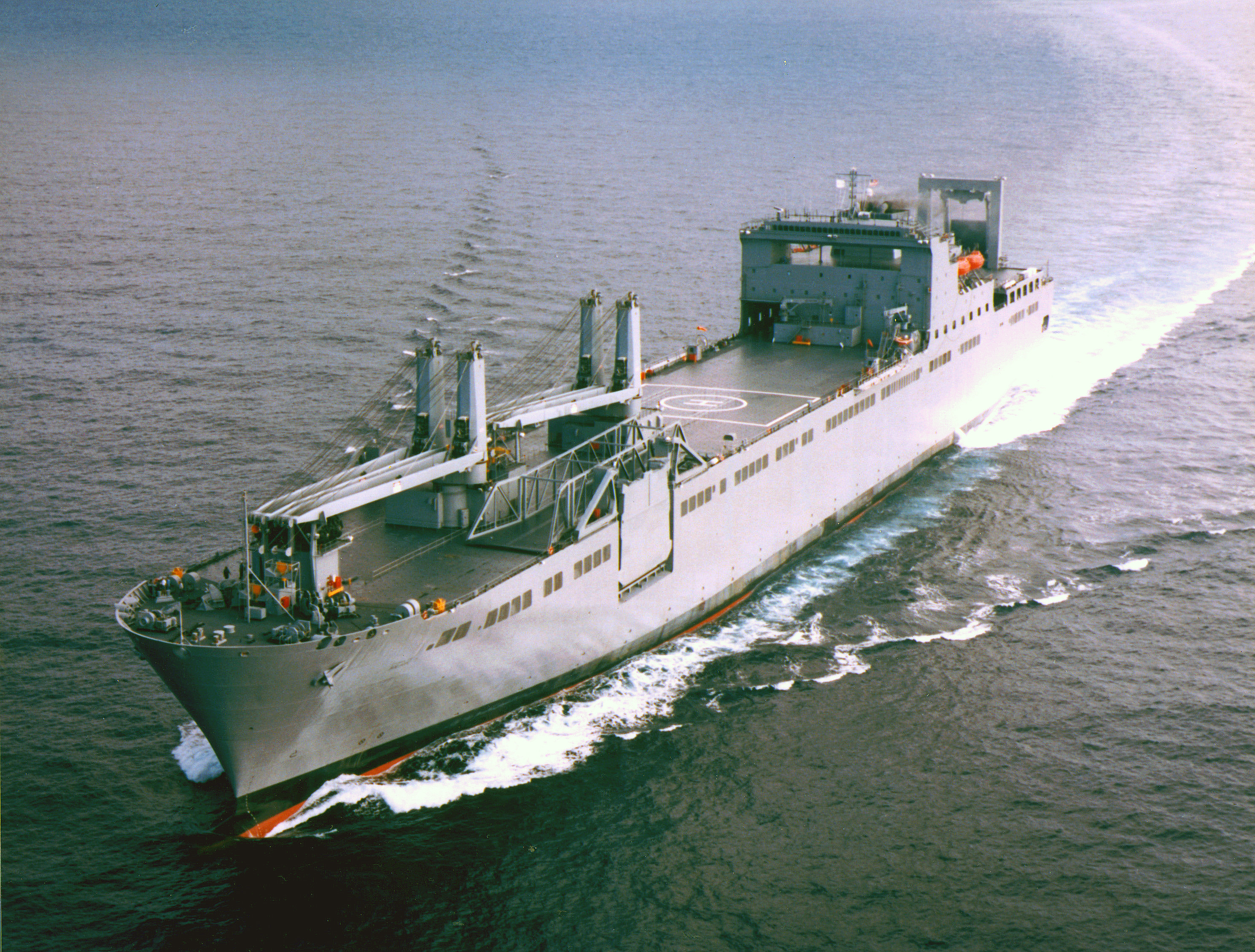
USNS Bob Hope (T-AKR-300) ; ce navire de 290 m de long déplace 62 000 tonnes. Il est le tête de file d'un classe de 7 bâtiments et porte le nom d'un comédien.
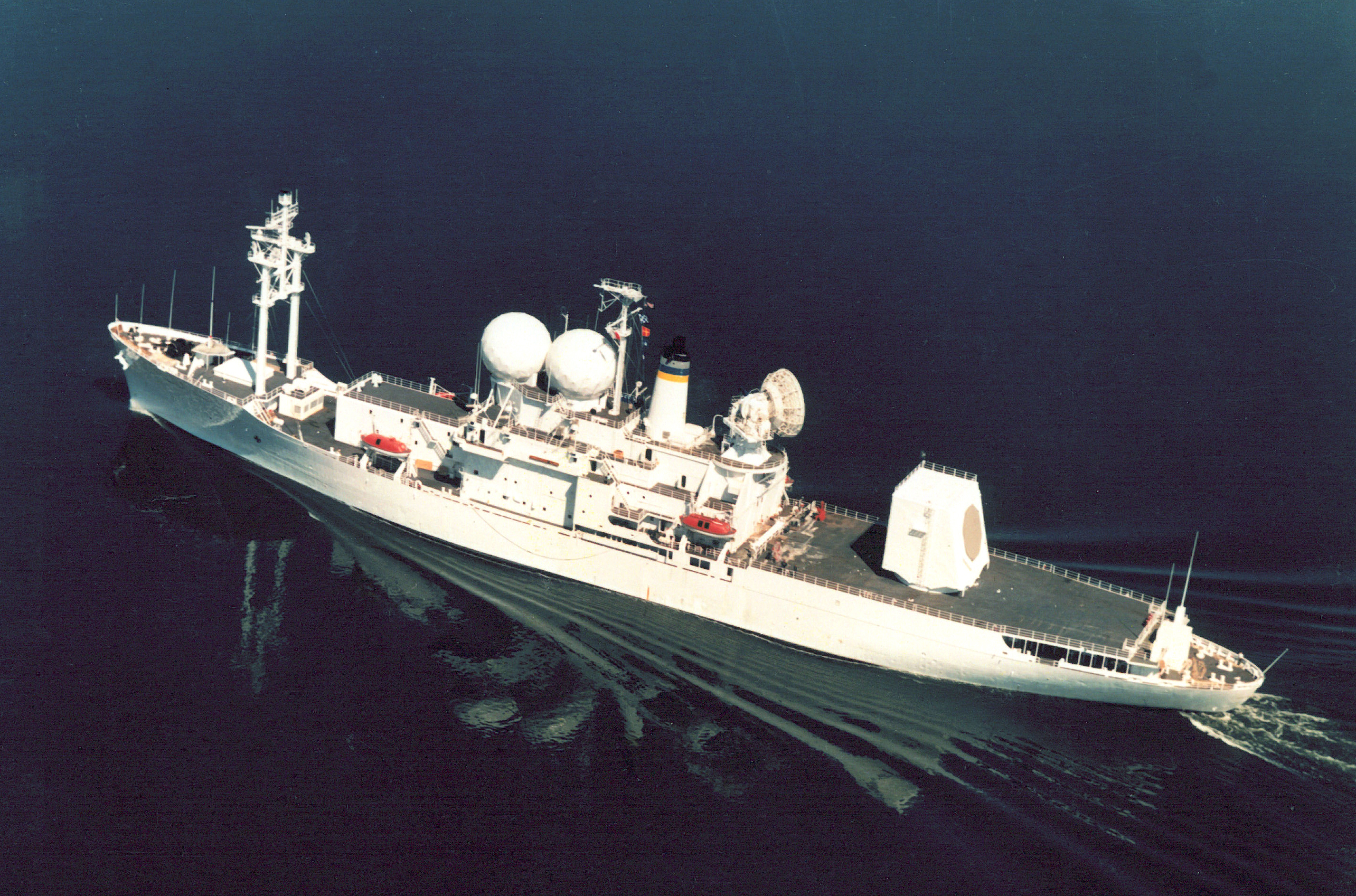
USNS Observation Island (T-AGM-23), un des navires scientifiques. Équipé d'un radar tridimensionnel à balayage électronique, Il est spécialisé dans l'observation des tests de missiles.
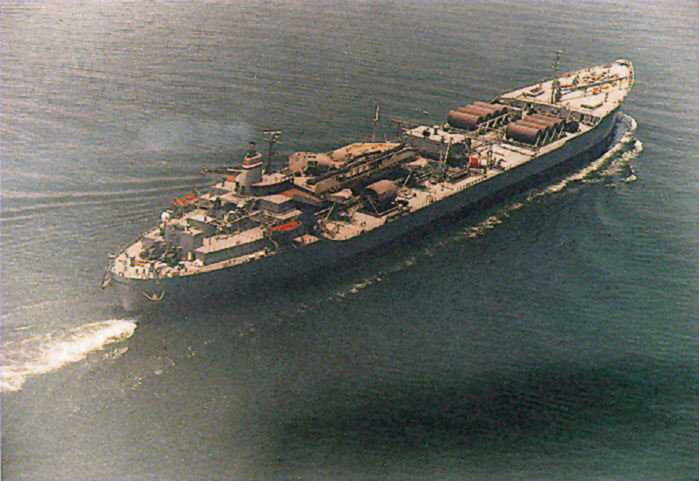
SS Petersburg, (T-AOT-9101), un des nombreux pétroliers de l’US Navy.
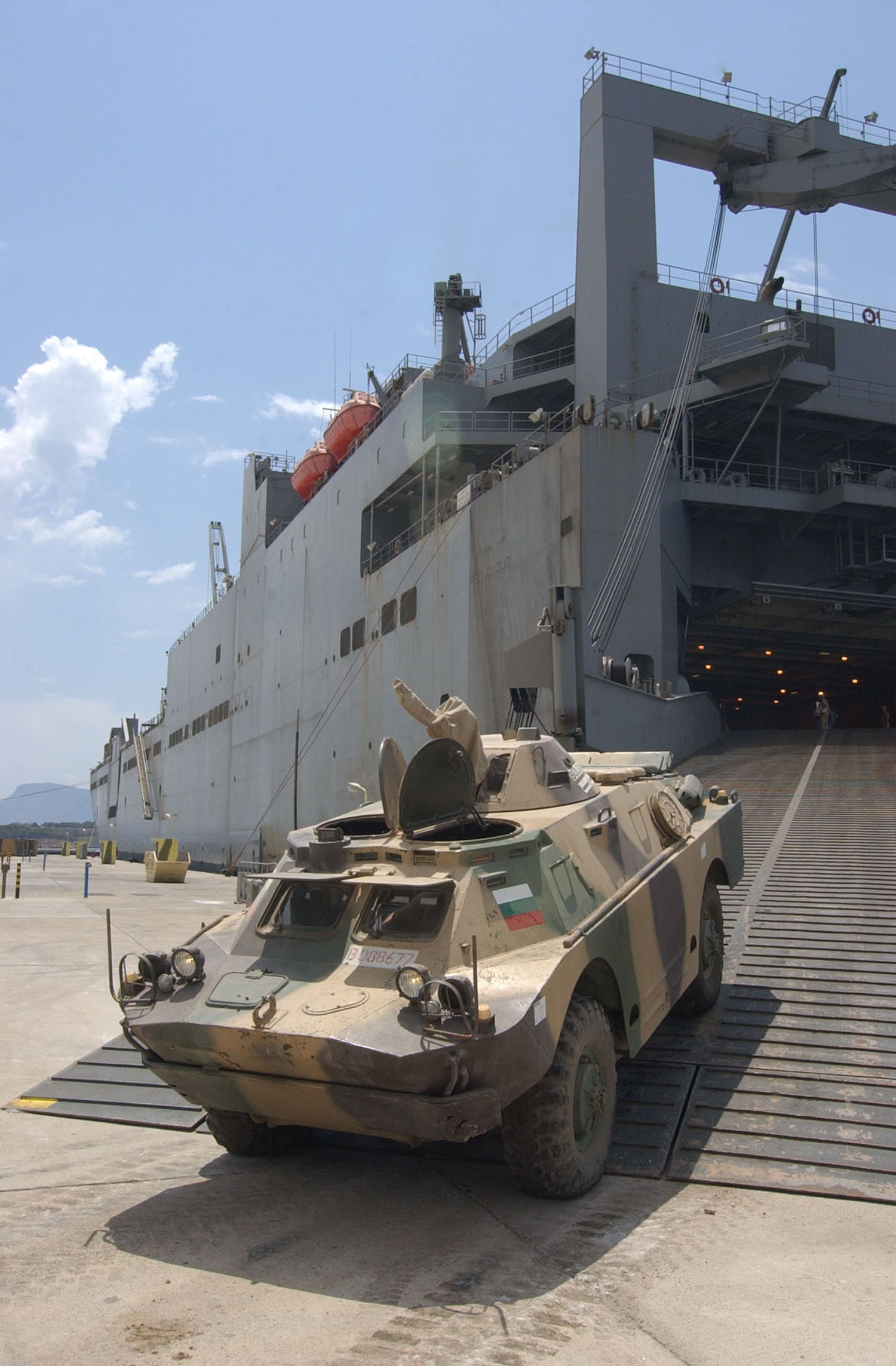
Un BRDM-2 de l'armée bulgare de retour de la guerre d'Irak débarquant du Red Cloud (T-AKR 313).
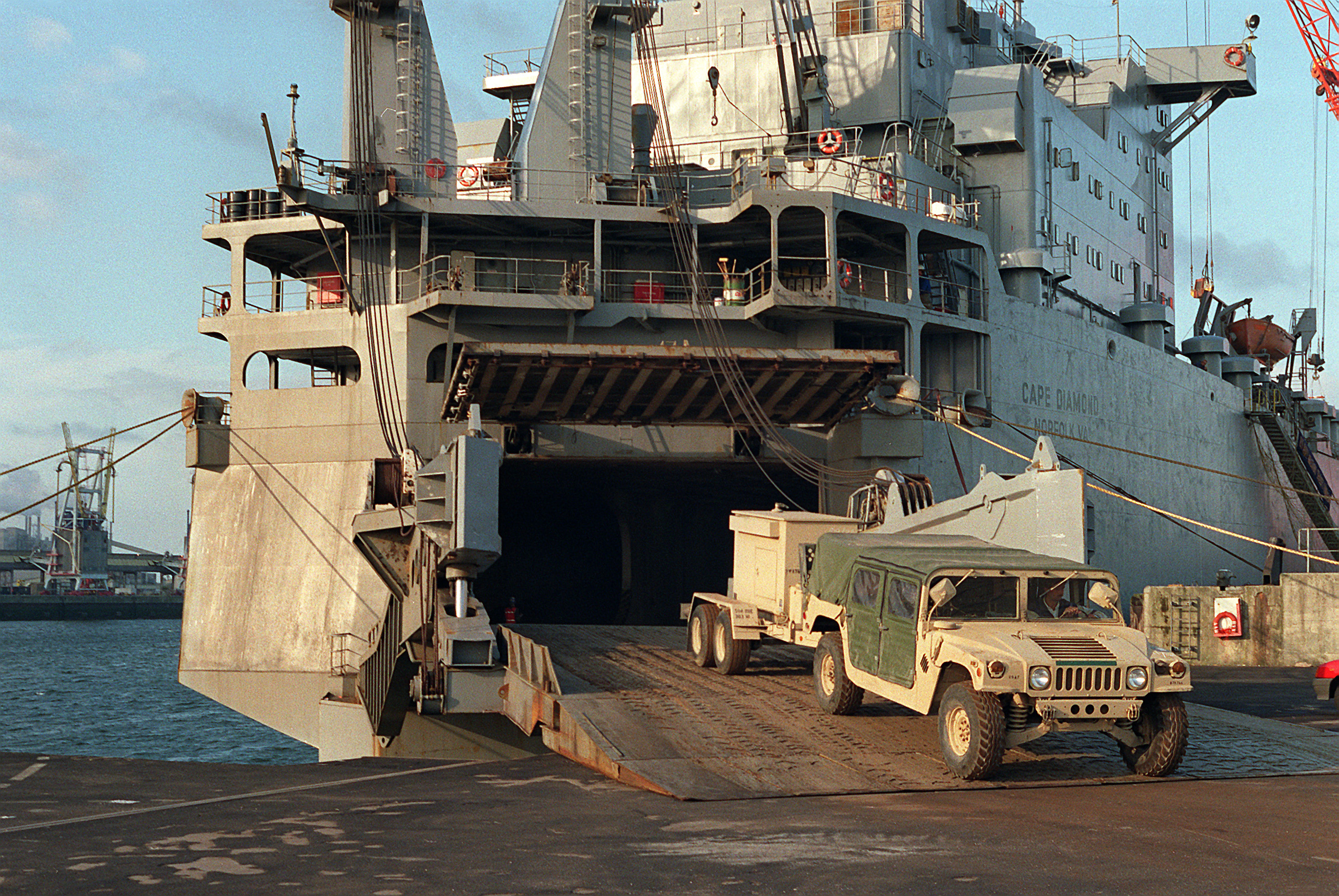
HMMWV descendant du Cape Diamond (T-AKR-5055) en 1991.
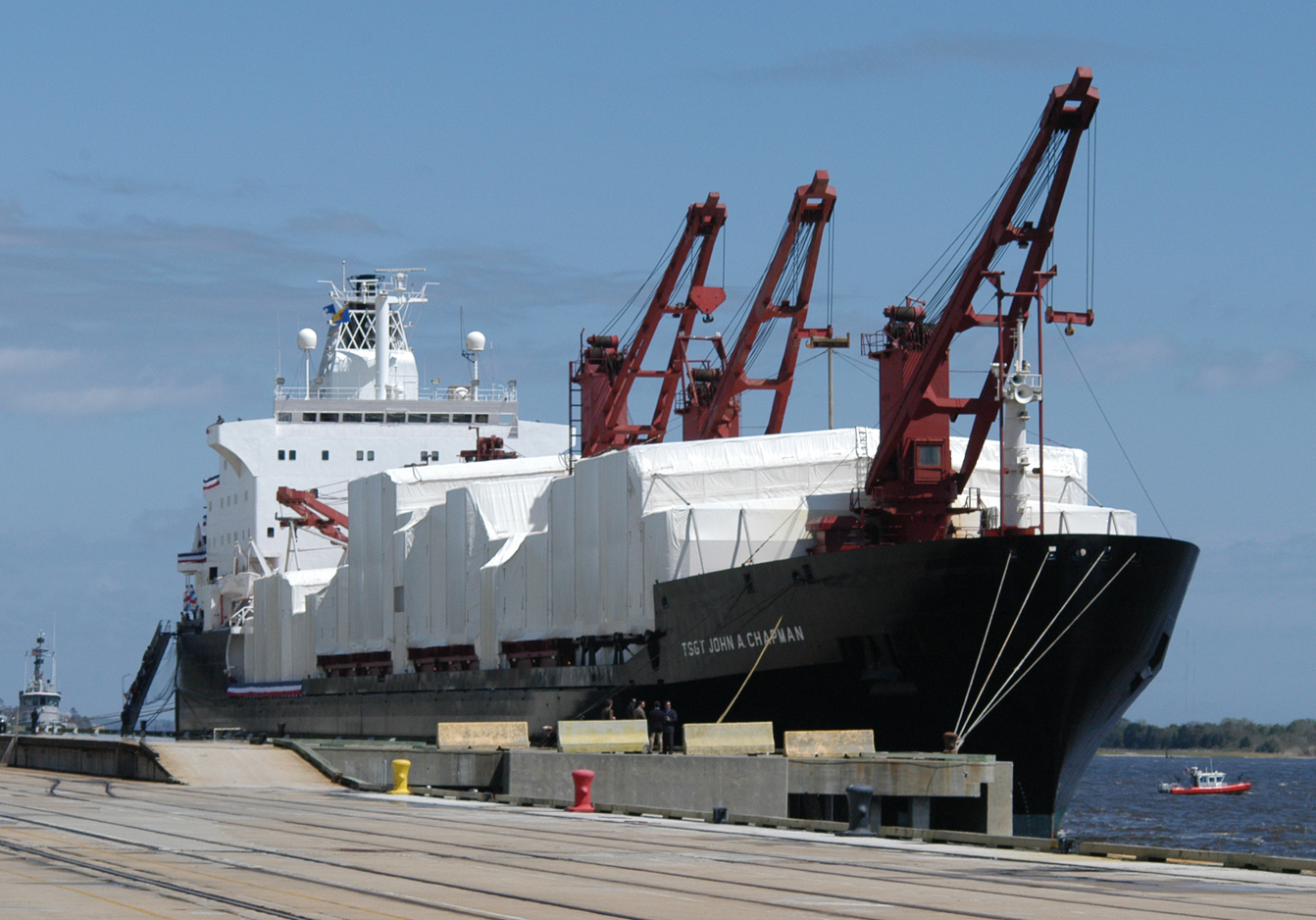
Porte-conteneurs MV TSgt John A. Chapman (AK-323). Il a été construit en France à La Ciotat.
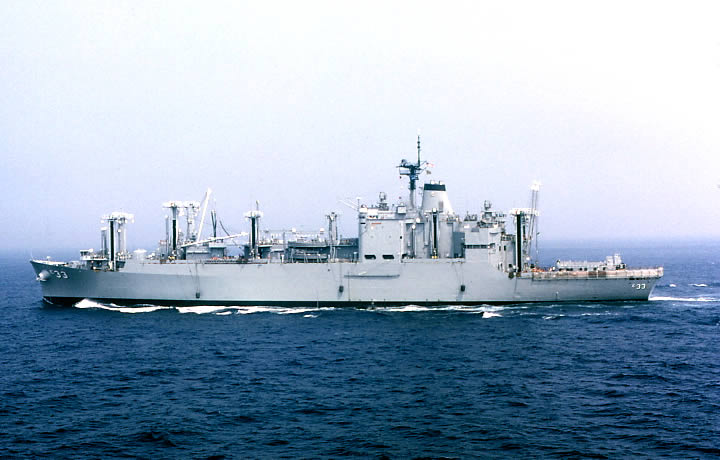
Navire de transport de munitions USS Shasta en 1974. Transféré au MSC en 1997, il est depuis le USNS Shasta.
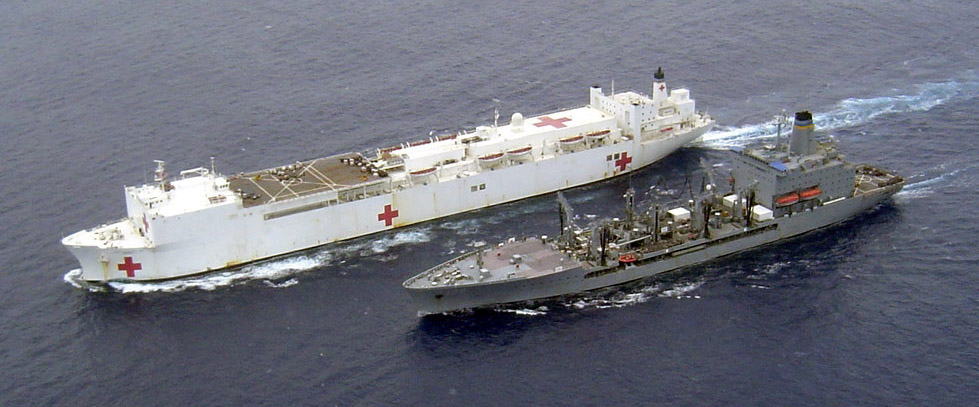
Navire-hôpital USNS Mercy (T-AH 19) ravitaillé par le USNS Tippecanoe (T-AO 199) en 2005.
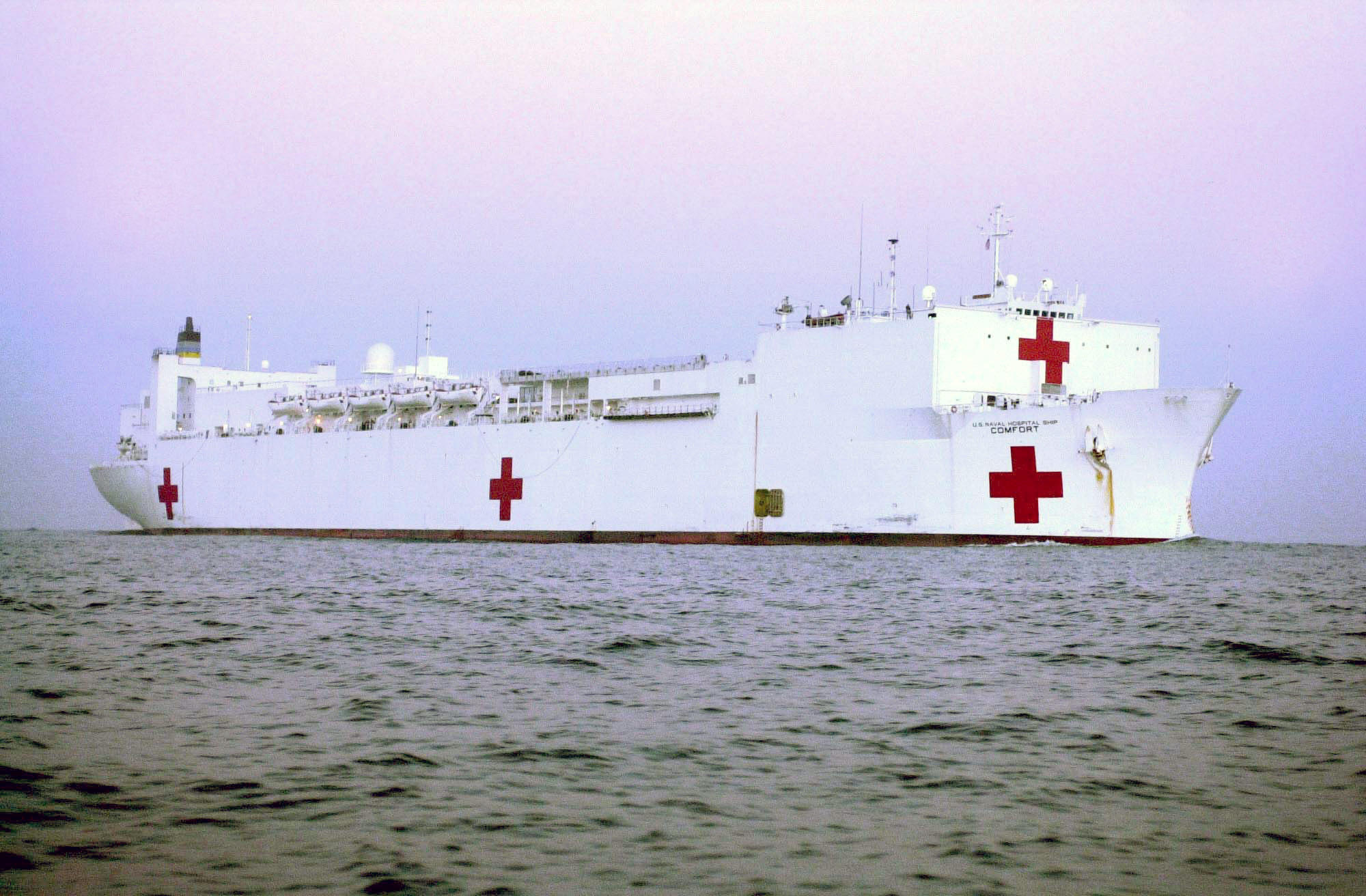
Navire-hôpital USNS Comfort (T-AH 20), le second navire-hôpital actuellement en service. Ces navires étaient à l'origine des pétroliers[19].
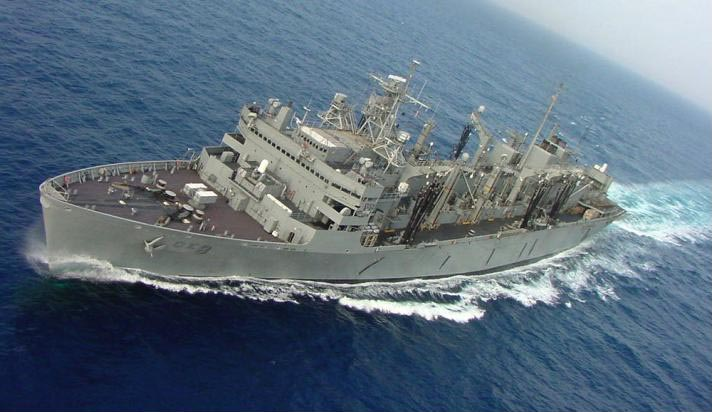
USNS Arctic (T-AOE-8), spécialisé dans le ravitaillement de navires en zone polaire.
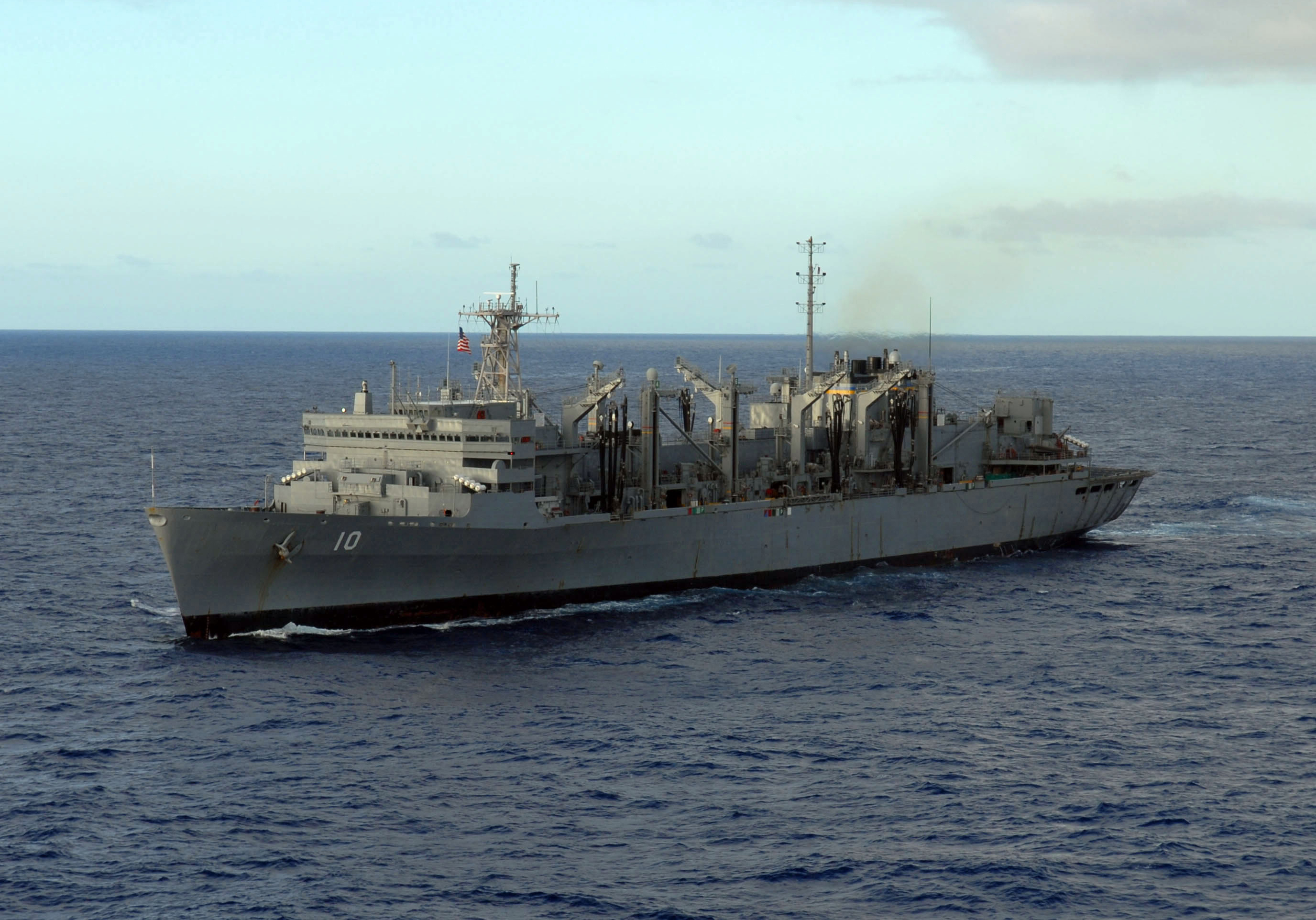
USNS Bridge (T-AOE 10)
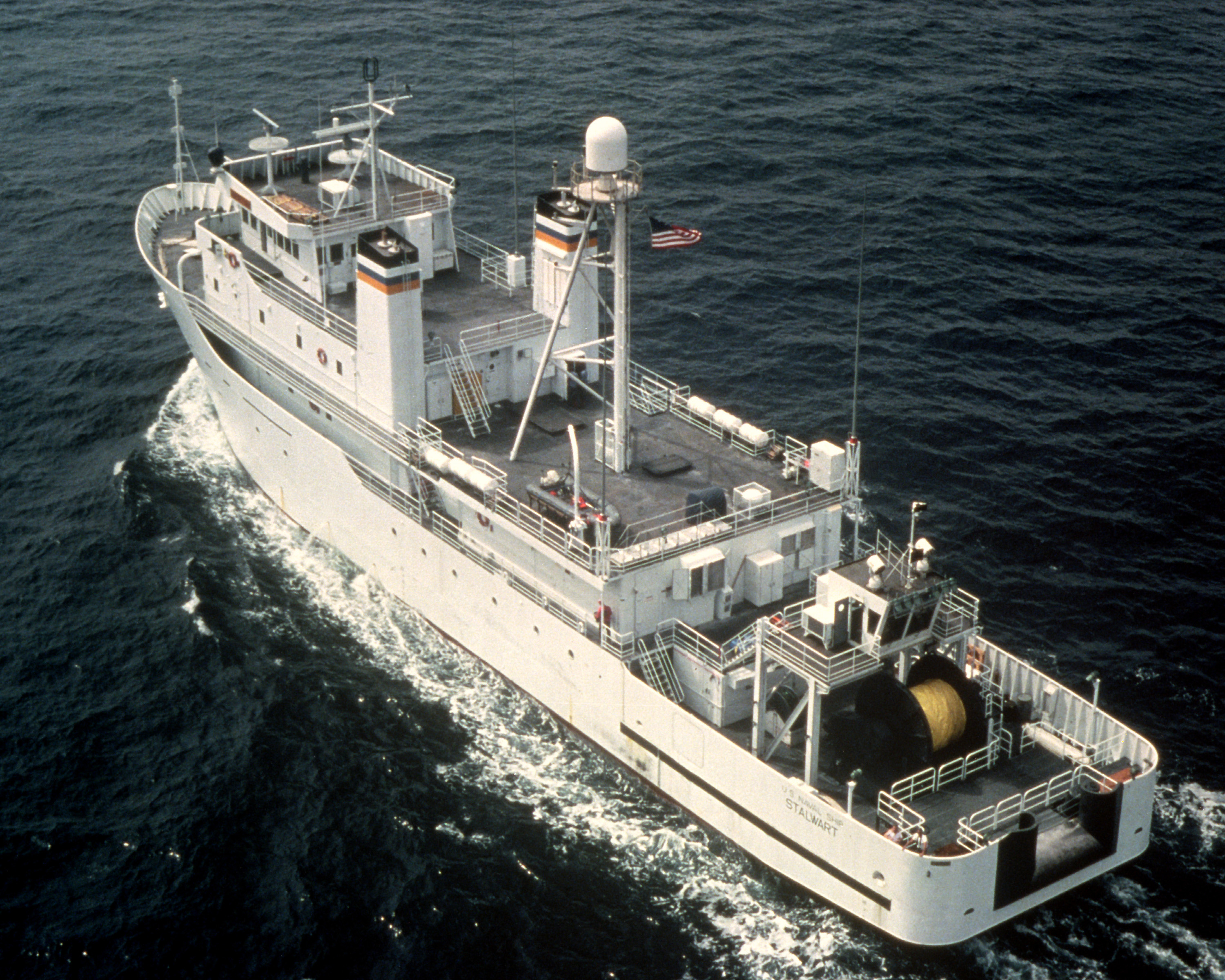
Le USNS Stalwart (T-AGOS-1) en 1986, il est spécialisé dans la détection des sous-marins.
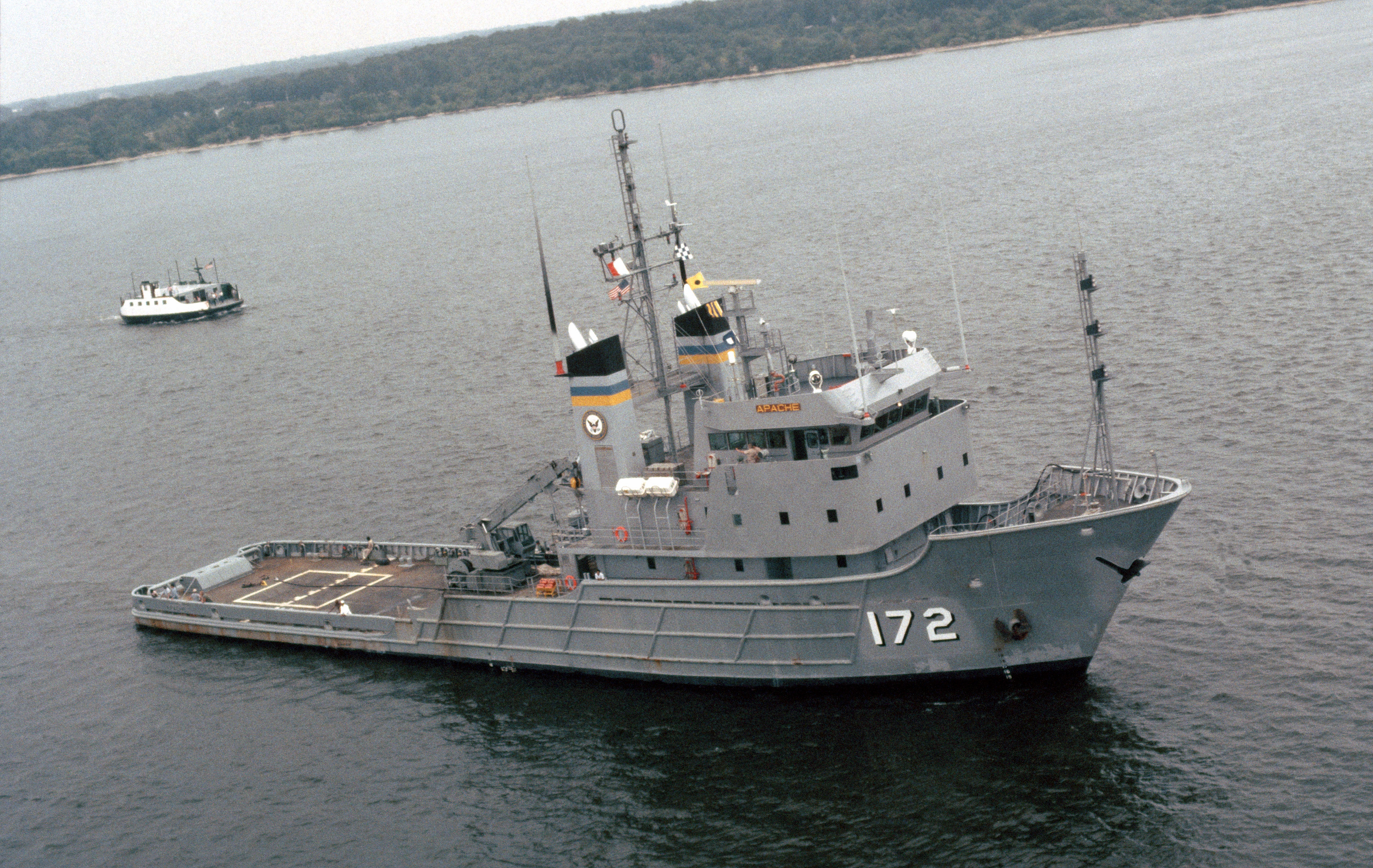
Il ne faut pas oublier la « poussière navale » indispensable à toute marine telle ce remorqueur USNS Apache (T-ATF 271) ici en 1983.

## Organisation équivalente
- Royal Fleet Auxiliary